# 市田忠義
市田 忠義（いちだ ただよし、1942年〈昭和17年〉12月28日 - ）は、日本の政治家。日本共産党所属の元参議院議員（4期）。日本共産党副委員長、常任幹部会委員、議員団総会会長、参議院議員団長、全国革新懇代表世話人、国連難民高等弁務官事務所議員連盟副会長。
日本共産党書記局長、日本共産党副委員長を歴任。

## 来歴
大阪府出身。現在は東京都在住。10歳のときに縫製工場を営んでいた父親を亡くす。滋賀県立八日市高等学校卒業後、大阪市の繊維商社に就職するが2年で退職。1967年（昭和42年）、立命館大学法学部法律学科の夜学卒業。大学在学中から龍谷大学図書館で働き、大学卒業後は龍谷大に就職した。龍谷大学教職員組合書記長を経て、1971年（昭和46年）から日本共産党の専従職員となる。1988年（昭和63年）には日本共産党京都府委員会委員長、1994年（平成6年）には党中央委員会常任幹部会委員に選任される。
1998年（平成10年）に、第18回参議院議員通常選挙に日本共産党公認で比例区から出馬して、初当選を果たした。共産・民主・自由3党の協力により、参議院環境委員会では野党が委員長ポストを獲得して、市田が参議院環境委員長に就任した。1999年（平成11年）に、党選挙対策局長に就任した。翌年の2000年（平成12年）に、志位和夫書記局長の委員長への昇格に伴い、後任の書記局長に就任する。2004年（平成16年）の、第20回参議院議員通常選挙で再選される。
2010年（平成22年）、第22回参議院議員通常選挙で3選を果たす。比例区から東京都選挙区に鞍替えし落選した党参議院議員団長の小池晃に代わり、参議院議員団長を兼務。
2013年（平成25年）、参議院議員団長を山下芳生に譲り、議員団総会会長に就任。
2014年（平成26年）、日本共産党第26回大会で副委員長に就任。
2015年（平成27年）には2016年（平成28年）の第24回参議院議員通常選挙に立候補せず、任期限りで引退することを表明したが、党は民進党などとの間で進めている野党連携において市田の人脈などが必要と判断し、2016年（平成28年）4月、党常任幹部会は第24回参議院議員通常選挙比例代表に市田を擁立することを決定。そして同党ではトップで4選を果たした。
2021年（令和3年）11月27日、改めて任期限りでの引退を表明した。

## 政策・主張
- 2009年11月2日、たばこ税増税について「庶民増税、大衆課税はよくなく、喫煙権もある」として批判したが、同年11月5日、委員長である志位和夫が「増税になった場合には、たばこ被害の医学研究や予防対策の財源に充てるなど、国民の健康に利用する立場を明確にする必要がある」と述べ、税収の使途次第では引き上げに賛成する考えを示し、市田の発言は事実上修正させられた。
- 受動喫煙防止を目的に飲食店などの建物内を原則禁煙とする健康増進法改正に賛成。2016年の参院選に先駆けて行われた受動喫煙防止についての公開アンケートにおいて、レストランやバーを含む一般市民が出入りする場所は、2020年までに「罰則付きの禁煙とするべきである」と回答している[7]。
- 選択的夫婦別姓制度導入に賛成。「（民法改正問題などの）人権問題に対する態度は政党の根本が問われる問題だ。現在の民法は国際的な流れや憲法にも反している」と述べる[8]。

## 人物
- 2001年暮れに大腸がんが見つかって手術を受けた。手術後に抗がん剤治療が必要な状況になった時には書記局長職を辞することも覚悟していたという[9]。
- 2003年（平成15年）の、静岡空港建設反対の国会議員署名活動で署名者に加わっている[10]。
- 2011年（平成23年）12月に朝鮮総連本部で行われた、金正日追悼式に出席している。
- 阪神タイガースのファンであることを公表。しんぶん赤旗日曜版紙上において吉田義男と対談を行った。
- 松竹映画『男はつらいよ』シリーズのファンである。お気に入り作品は、シリーズ第25作の『男はつらいよ 寅次郎ハイビスカスの花』[11]。
- 公明党の冬柴鐵三と親しく、討論が終わると抱き合っていたという[12]。

## 出演
- サンデープロジェクト
- 日曜討論